# Motu Iti (Markizy)
Motu Iti (także Hatu Iti) – niewielka, niezamieszkana wyspa pochodzenia wulkanicznego w archipelagu Markizów na obszarze Polinezji Francuskiej. Położona ok. 50 km na północny zachód od wyspy Nuku Hiva. Miejsce gniazdowania licznych gatunków ptaków.